# Rozpłochowate

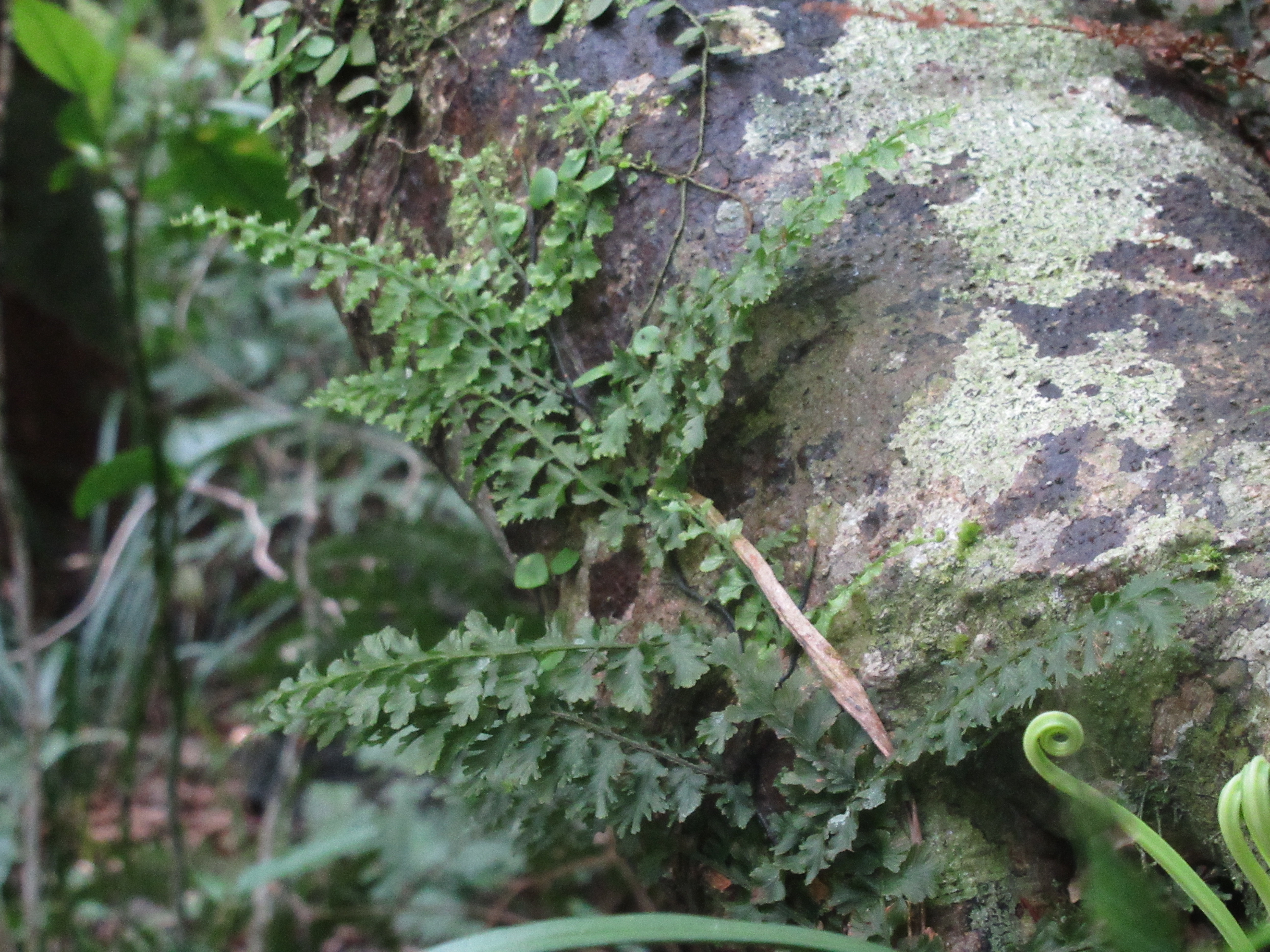
Vandenboschia auriculata

Rozpłochowate (Hymenophyllaceae) – rodzina paproci z monotypowego rzędu rozpłochowców Hymenophyllales. Zaliczanych jest tu ok. 650 gatunków łączonych w dwa rodzaje (rozpłoch Hymenophyllum i włosocień Trichomanes) lub na 9 (w tym drugim przypadku dzielony na mniejsze rodzaje jest Trichomanes sensu lato). Rośliny te są spotykane na wszystkich kontynentach z wyjątkiem Antarktydy, jednak z wyłączeniem rozległych obszarów z przynajmniej okresową suchą porą roku. Najbardziej zróżnicowane są w tropikalnych, górskich lasach mglistych oraz w wilgotnych lasach strefy umiarkowanej. W klimacie chłodniejszym spotykane bywają utrzymujące się wegetatywnie nitkowate gametofity, nie tworzące sporofitów (tak jest w przypadku środkowoeuropejskich stanowisk włosocienia delikatnego Vandenboschia speciosa, który jest jedynym przedstawicielem rodziny w Polsce). 
Paprocie te w dużej części są epifitami lub epilitami, poza tym rosną na ziemi, zwykle w siedliskach cienistych i wilgotnych, osłoniętych od ruchu powietrza (np. w szczelinach i rozpadlinach skalnych). Wyróżniają się cienkimi liśćmi, stąd bywają określane jako „paprocie bibułkowe”. Mimo dużych wymagań siedliskowych bywają uprawiane w paludariach i szklarniach.

## Morfologia

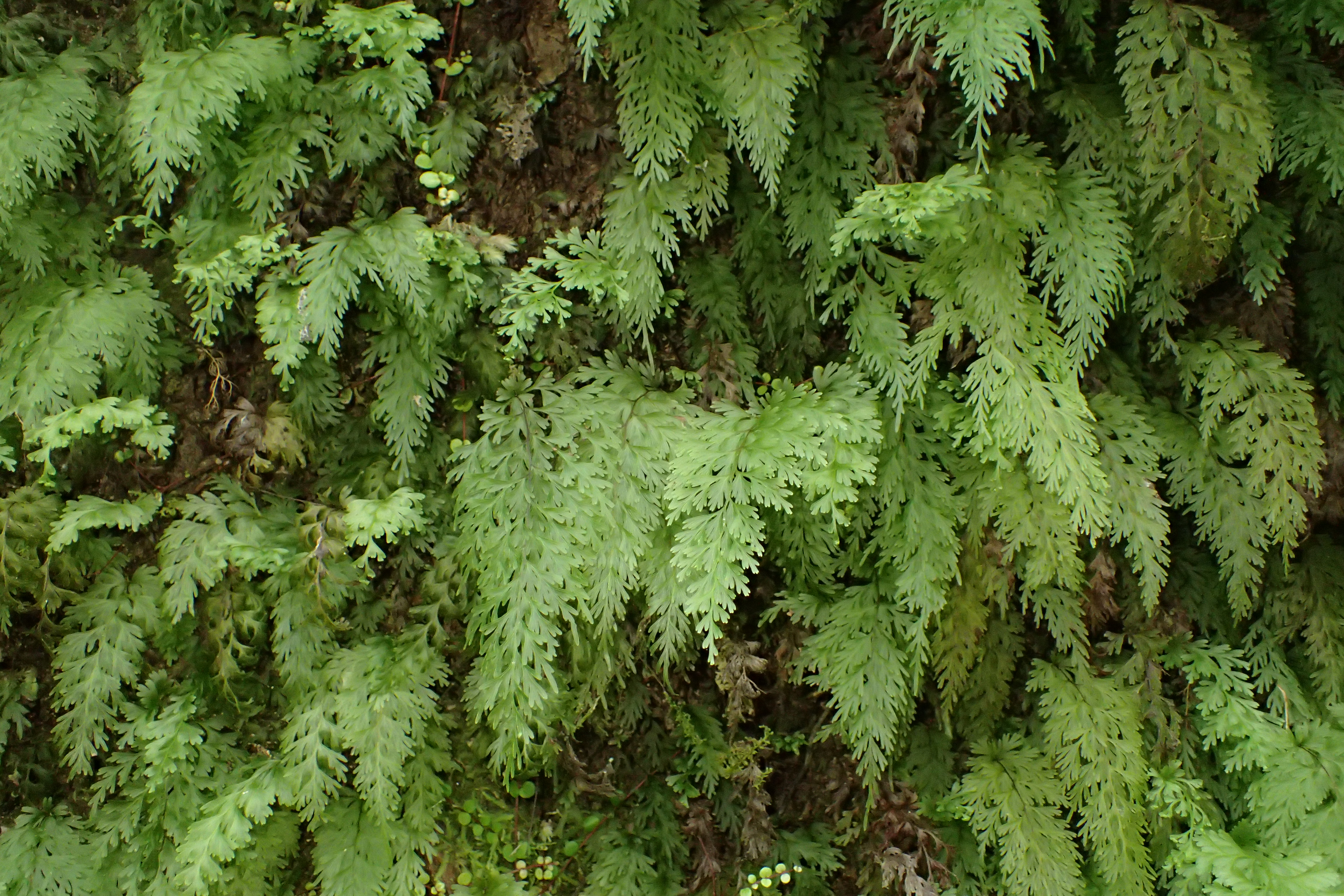
Hymenophyllum demissum

### Gametofit

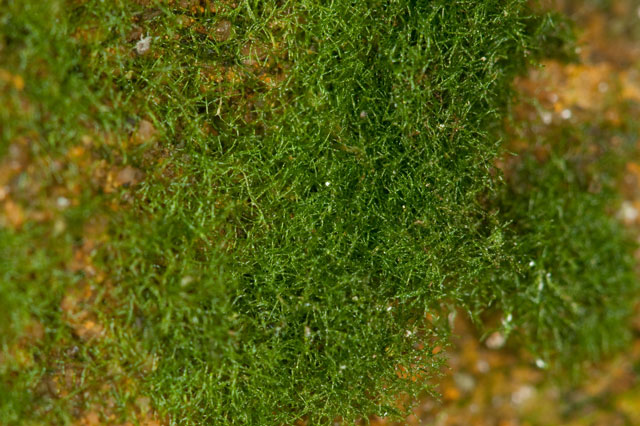
Gametofit Trichomanes intricatum

Plecha w postaci blaszki lub nitkowata albo wstęgowata, rozgałęziająca się. Rozwój tego pokolenia jest długotrwały i powolny. Organy płciowe czasem rozwijają się dopiero po trzech latach wzrostu. Plemnie powstają na jednokomórkowych trzonkach, pozbawione są wieczka. Rodnie mają prostą szyjkę. Pokolenie to może być trwałe, rozrastając się wegetatywnie. Rozwija się dzięki współżyciu z grzybami.

### Sporofit
PokrójPaprocie o kłączu zwykle cienkim i pełzającym, zwisającym lub wspinającym się, rzadziej tęgim i wzniesionym. Korzeni często brak.
LiścieDrobne (nawet poniżej 2 mm) lub średniej wielkości (do 0,5 m długości), u większości przedstawicieli zbudowane z jednej warstwy komórek, ewentualnie 2–3. Użyłkowanie liścia jest skąpe, czasem wykształca się tylko żyłka centralna. Blaszka jest często przejrzysta, naga lub owłosiona, prosta lub w różny sposób podzielona, czasem na regularne, duże odcinki lub wąskie i nitkowate łatki.
ZarodniePowstają na liściach (sporofilach) podobnych do liści wegetatywnych lub o zredukowanej powierzchni. Zarodnie rozwijają się na krótkich trzonkach lub są siedzące (czasem nawet zagłębione w tkance liścia) w kupkach na brzegu liścia. Kupki osłonięte są kolistą, dwudzielną lub dwuwargową zawijką. Na szczycie zarodni komórki pierścienia (wyraźnie rozwinięte) zajmują pozycję skośną. Zarodnie dojrzewają stopniowo od szczytu ku podstawie.
ZarodnikiSą tetraedryczne kuliste, zielone i krótkotrwałe – zwykle zaczynają rozwój jeszcze wewnątrz zarodni.

## Systematyka

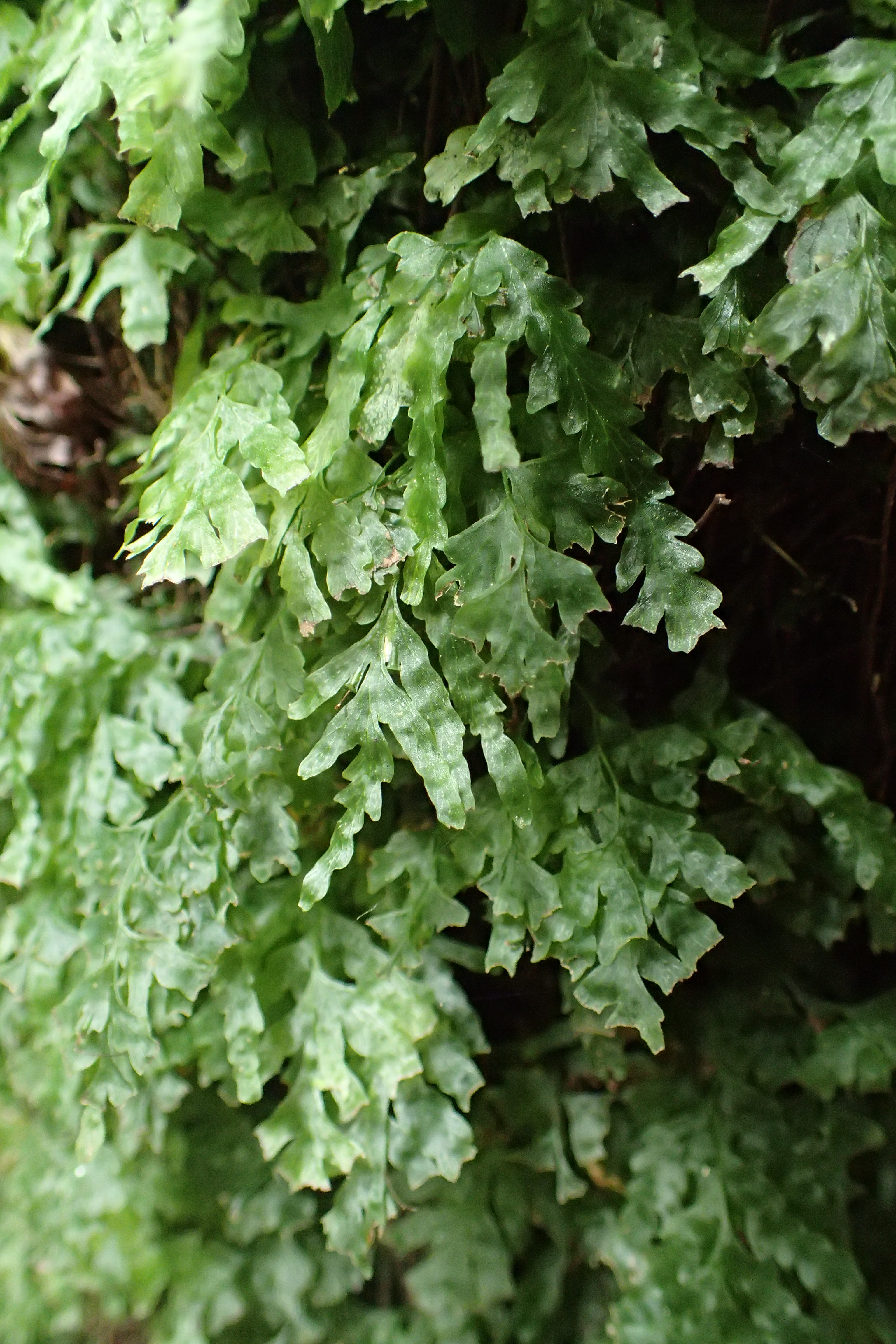
Polyphlebium venosum

Przodkowie tej grupy oddzielili się od innych paproci ok. 243 miliony lat temu. Relacje filogenetyczne rzędu pozostają jednak niejasne. W systemie PPG I (2016) rząd sytuowany był blisko pozycji bazalnej w obrębie podklasy paprotkowych, po wyodrębnieniu się długoszowców Osmundales. W kolejnym roku wskazano rozpłochowate jako siostrzane względem glejcheniowców Gleicheniales, wraz z którą tworzyć miałyby grupę siostrzaną wobec pozostałych paprotkowych (z wyłączeniem długoszowców). Taką też relację przyjęto w systemie Nitta i in. (2022). Niektóre badania wskazują na bardziej złożoną relację – Hymenophyllaceae miałyby być siostrzane względem rodziny glejcheniowatych Gleicheniaceae, ta para względem Dipteridaceae, a cała grupa dopiero siostrzane wobec reszty paprotkowych (z wyłączeniem długoszowców).
Pozycja systematyczna rzędu w systemie Nitta i in. (2022)
|  | rozpłochowce Hymenophyllales |
|  |                              |
|  | glejcheniowce Gleicheniales  |
|  |                              |

|  | \| \| salwiniowce Salviniales \| \| \| \| \| \| olbrzymkowce Cyatheales \| \| \| \| |
|  |                                                                                     |
|  | paprotkowce Polypodiales                                                            |
|  |                                                                                     |
|  | salwiniowce Salviniales                                                             |
|  |                                                                                     |
|  | olbrzymkowce Cyatheales                                                             |
|  |                                                                                     |

|  | salwiniowce Salviniales |
|  |                         |
|  | olbrzymkowce Cyatheales |
|  |                         |

|  | \| \| salwiniowce Salviniales \| \| \| \| \| \| olbrzymkowce Cyatheales \| \| \| \| |
|  |                                                                                     |
|  | paprotkowce Polypodiales                                                            |
|  |                                                                                     |
|  | salwiniowce Salviniales                                                             |
|  |                                                                                     |
|  | olbrzymkowce Cyatheales                                                             |
|  |                                                                                     |

|  | salwiniowce Salviniales |
|  |                         |
|  | olbrzymkowce Cyatheales |
|  |                         |

|  | rozpłochowce Hymenophyllales |
|  |                              |
|  | glejcheniowce Gleicheniales  |
|  |                              |

|  | \| \| salwiniowce Salviniales \| \| \| \| \| \| olbrzymkowce Cyatheales \| \| \| \| |
|  |                                                                                     |
|  | paprotkowce Polypodiales                                                            |
|  |                                                                                     |
|  | salwiniowce Salviniales                                                             |
|  |                                                                                     |
|  | olbrzymkowce Cyatheales                                                             |
|  |                                                                                     |

|  | salwiniowce Salviniales |
|  |                         |
|  | olbrzymkowce Cyatheales |
|  |                         |

|  | \| \| salwiniowce Salviniales \| \| \| \| \| \| olbrzymkowce Cyatheales \| \| \| \| |
|  |                                                                                     |
|  | paprotkowce Polypodiales                                                            |
|  |                                                                                     |
|  | salwiniowce Salviniales                                                             |
|  |                                                                                     |
|  | olbrzymkowce Cyatheales                                                             |
|  |                                                                                     |

|  | salwiniowce Salviniales |
|  |                         |
|  | olbrzymkowce Cyatheales |
|  |                         |

|  | rozpłochowce Hymenophyllales |
|  |                              |
|  | glejcheniowce Gleicheniales  |
|  |                              |

|  | \| \| salwiniowce Salviniales \| \| \| \| \| \| olbrzymkowce Cyatheales \| \| \| \| |
|  |                                                                                     |
|  | paprotkowce Polypodiales                                                            |
|  |                                                                                     |
|  | salwiniowce Salviniales                                                             |
|  |                                                                                     |
|  | olbrzymkowce Cyatheales                                                             |
|  |                                                                                     |

|  | salwiniowce Salviniales |
|  |                         |
|  | olbrzymkowce Cyatheales |
|  |                         |

|  | \| \| salwiniowce Salviniales \| \| \| \| \| \| olbrzymkowce Cyatheales \| \| \| \| |
|  |                                                                                     |
|  | paprotkowce Polypodiales                                                            |
|  |                                                                                     |
|  | salwiniowce Salviniales                                                             |
|  |                                                                                     |
|  | olbrzymkowce Cyatheales                                                             |
|  |                                                                                     |

|  | salwiniowce Salviniales |
|  |                         |
|  | olbrzymkowce Cyatheales |
|  |                         |

|  | rozpłochowce Hymenophyllales |
|  |                              |
|  | glejcheniowce Gleicheniales  |
|  |                              |

|  | \| \| salwiniowce Salviniales \| \| \| \| \| \| olbrzymkowce Cyatheales \| \| \| \| |
|  |                                                                                     |
|  | paprotkowce Polypodiales                                                            |
|  |                                                                                     |
|  | salwiniowce Salviniales                                                             |
|  |                                                                                     |
|  | olbrzymkowce Cyatheales                                                             |
|  |                                                                                     |

|  | salwiniowce Salviniales |
|  |                         |
|  | olbrzymkowce Cyatheales |
|  |                         |

|  | \| \| salwiniowce Salviniales \| \| \| \| \| \| olbrzymkowce Cyatheales \| \| \| \| |
|  |                                                                                     |
|  | paprotkowce Polypodiales                                                            |
|  |                                                                                     |
|  | salwiniowce Salviniales                                                             |
|  |                                                                                     |
|  | olbrzymkowce Cyatheales                                                             |
|  |                                                                                     |

|  | salwiniowce Salviniales |
|  |                         |
|  | olbrzymkowce Cyatheales |
|  |                         |

Pozycja systematyczna rzędu w systemie PPG I (2016)
|  | salwiniowce Salviniales                                                              |
|  |                                                                                      |
|  | \| \| olbrzymkowce Cyatheales \| \| \| \| \| \| paprotkowce Polypodiales \| \| \| \| |
|  |                                                                                      |
|  | olbrzymkowce Cyatheales                                                              |
|  |                                                                                      |
|  | paprotkowce Polypodiales                                                             |
|  |                                                                                      |

|  | olbrzymkowce Cyatheales  |
|  |                          |
|  | paprotkowce Polypodiales |
|  |                          |

|  | salwiniowce Salviniales                                                              |
|  |                                                                                      |
|  | \| \| olbrzymkowce Cyatheales \| \| \| \| \| \| paprotkowce Polypodiales \| \| \| \| |
|  |                                                                                      |
|  | olbrzymkowce Cyatheales                                                              |
|  |                                                                                      |
|  | paprotkowce Polypodiales                                                             |
|  |                                                                                      |

|  | olbrzymkowce Cyatheales  |
|  |                          |
|  | paprotkowce Polypodiales |
|  |                          |

|  | salwiniowce Salviniales                                                              |
|  |                                                                                      |
|  | \| \| olbrzymkowce Cyatheales \| \| \| \| \| \| paprotkowce Polypodiales \| \| \| \| |
|  |                                                                                      |
|  | olbrzymkowce Cyatheales                                                              |
|  |                                                                                      |
|  | paprotkowce Polypodiales                                                             |
|  |                                                                                      |

|  | olbrzymkowce Cyatheales  |
|  |                          |
|  | paprotkowce Polypodiales |
|  |                          |

|  | salwiniowce Salviniales                                                              |
|  |                                                                                      |
|  | \| \| olbrzymkowce Cyatheales \| \| \| \| \| \| paprotkowce Polypodiales \| \| \| \| |
|  |                                                                                      |
|  | olbrzymkowce Cyatheales                                                              |
|  |                                                                                      |
|  | paprotkowce Polypodiales                                                             |
|  |                                                                                      |

|  | olbrzymkowce Cyatheales  |
|  |                          |
|  | paprotkowce Polypodiales |
|  |                          |

|  | salwiniowce Salviniales                                                              |
|  |                                                                                      |
|  | \| \| olbrzymkowce Cyatheales \| \| \| \| \| \| paprotkowce Polypodiales \| \| \| \| |
|  |                                                                                      |
|  | olbrzymkowce Cyatheales                                                              |
|  |                                                                                      |
|  | paprotkowce Polypodiales                                                             |
|  |                                                                                      |

|  | olbrzymkowce Cyatheales  |
|  |                          |
|  | paprotkowce Polypodiales |
|  |                          |

|  | salwiniowce Salviniales                                                              |
|  |                                                                                      |
|  | \| \| olbrzymkowce Cyatheales \| \| \| \| \| \| paprotkowce Polypodiales \| \| \| \| |
|  |                                                                                      |
|  | olbrzymkowce Cyatheales                                                              |
|  |                                                                                      |
|  | paprotkowce Polypodiales                                                             |
|  |                                                                                      |

|  | olbrzymkowce Cyatheales  |
|  |                          |
|  | paprotkowce Polypodiales |
|  |                          |

|  | salwiniowce Salviniales                                                              |
|  |                                                                                      |
|  | \| \| olbrzymkowce Cyatheales \| \| \| \| \| \| paprotkowce Polypodiales \| \| \| \| |
|  |                                                                                      |
|  | olbrzymkowce Cyatheales                                                              |
|  |                                                                                      |
|  | paprotkowce Polypodiales                                                             |
|  |                                                                                      |

|  | olbrzymkowce Cyatheales  |
|  |                          |
|  | paprotkowce Polypodiales |
|  |                          |

|  | salwiniowce Salviniales                                                              |
|  |                                                                                      |
|  | \| \| olbrzymkowce Cyatheales \| \| \| \| \| \| paprotkowce Polypodiales \| \| \| \| |
|  |                                                                                      |
|  | olbrzymkowce Cyatheales                                                              |
|  |                                                                                      |
|  | paprotkowce Polypodiales                                                             |
|  |                                                                                      |

|  | olbrzymkowce Cyatheales  |
|  |                          |
|  | paprotkowce Polypodiales |
|  |                          |

|  | salwiniowce Salviniales                                                              |
|  |                                                                                      |
|  | \| \| olbrzymkowce Cyatheales \| \| \| \| \| \| paprotkowce Polypodiales \| \| \| \| |
|  |                                                                                      |
|  | olbrzymkowce Cyatheales                                                              |
|  |                                                                                      |
|  | paprotkowce Polypodiales                                                             |
|  |                                                                                      |

|  | olbrzymkowce Cyatheales  |
|  |                          |
|  | paprotkowce Polypodiales |
|  |                          |

|  | salwiniowce Salviniales                                                              |
|  |                                                                                      |
|  | \| \| olbrzymkowce Cyatheales \| \| \| \| \| \| paprotkowce Polypodiales \| \| \| \| |
|  |                                                                                      |
|  | olbrzymkowce Cyatheales                                                              |
|  |                                                                                      |
|  | paprotkowce Polypodiales                                                             |
|  |                                                                                      |

|  | olbrzymkowce Cyatheales  |
|  |                          |
|  | paprotkowce Polypodiales |
|  |                          |

|  | salwiniowce Salviniales                                                              |
|  |                                                                                      |
|  | \| \| olbrzymkowce Cyatheales \| \| \| \| \| \| paprotkowce Polypodiales \| \| \| \| |
|  |                                                                                      |
|  | olbrzymkowce Cyatheales                                                              |
|  |                                                                                      |
|  | paprotkowce Polypodiales                                                             |
|  |                                                                                      |

|  | olbrzymkowce Cyatheales  |
|  |                          |
|  | paprotkowce Polypodiales |
|  |                          |

|  | salwiniowce Salviniales                                                              |
|  |                                                                                      |
|  | \| \| olbrzymkowce Cyatheales \| \| \| \| \| \| paprotkowce Polypodiales \| \| \| \| |
|  |                                                                                      |
|  | olbrzymkowce Cyatheales                                                              |
|  |                                                                                      |
|  | paprotkowce Polypodiales                                                             |
|  |                                                                                      |

|  | olbrzymkowce Cyatheales  |
|  |                          |
|  | paprotkowce Polypodiales |
|  |                          |

|  | salwiniowce Salviniales                                                              |
|  |                                                                                      |
|  | \| \| olbrzymkowce Cyatheales \| \| \| \| \| \| paprotkowce Polypodiales \| \| \| \| |
|  |                                                                                      |
|  | olbrzymkowce Cyatheales                                                              |
|  |                                                                                      |
|  | paprotkowce Polypodiales                                                             |
|  |                                                                                      |

|  | olbrzymkowce Cyatheales  |
|  |                          |
|  | paprotkowce Polypodiales |
|  |                          |

|  | salwiniowce Salviniales                                                              |
|  |                                                                                      |
|  | \| \| olbrzymkowce Cyatheales \| \| \| \| \| \| paprotkowce Polypodiales \| \| \| \| |
|  |                                                                                      |
|  | olbrzymkowce Cyatheales                                                              |
|  |                                                                                      |
|  | paprotkowce Polypodiales                                                             |
|  |                                                                                      |

|  | olbrzymkowce Cyatheales  |
|  |                          |
|  | paprotkowce Polypodiales |
|  |                          |

|  | salwiniowce Salviniales                                                              |
|  |                                                                                      |
|  | \| \| olbrzymkowce Cyatheales \| \| \| \| \| \| paprotkowce Polypodiales \| \| \| \| |
|  |                                                                                      |
|  | olbrzymkowce Cyatheales                                                              |
|  |                                                                                      |
|  | paprotkowce Polypodiales                                                             |
|  |                                                                                      |

|  | olbrzymkowce Cyatheales  |
|  |                          |
|  | paprotkowce Polypodiales |
|  |                          |

|  | salwiniowce Salviniales                                                              |
|  |                                                                                      |
|  | \| \| olbrzymkowce Cyatheales \| \| \| \| \| \| paprotkowce Polypodiales \| \| \| \| |
|  |                                                                                      |
|  | olbrzymkowce Cyatheales                                                              |
|  |                                                                                      |
|  | paprotkowce Polypodiales                                                             |
|  |                                                                                      |

|  | olbrzymkowce Cyatheales  |
|  |                          |
|  | paprotkowce Polypodiales |
|  |                          |

Podział systematyczny rodziny
Rodzina obejmuje dwa główne klady odpowiadające dwóch rodzajom w szerokim ujęciu (sensu lato): włosocień (Trichomanes s.l.) i rozpłoch (Hymenophyllum s.l.). Podział między dwie główne linie rozwojowe w obrębie rodziny (Trichomanoideae i Hymenophylloideae) nastąpił w jurze. W obrębie rodziny w wyróżnia się 9 rodzajów w ich wąskim ujęciu, z których część jest monotypowa, część nie jest monofiletyczna, co jest powodem preferowania przez niektórych autorów tradycyjnego podziału na dwa rodzaje. W systemie PPG I z 2016 zaproponowano podział na 9 rodzajów z założeniem, że każdy z nich jest monofiletyczny.
Wykaz rodzajów w ujęciu systemu PPG I (2016)
Podrodzina Trichomanoideae C.Presl
- Abrodictyum C. Presl
- Callistopteris Copel.
- Cephalomanes C. Presl
- Crepidomanes C. Presl
- Didymoglossum Desv.
- Polyphlebium Copel.
- Trichomanes L. – włosocień, skalirzęs, trichomanes[7]
- Vandenboschia Copel.

Podrodzina Hymenophylloideae Burnett
- Hymenophyllum Sm. – rozpłoch, hymenofylum[7]